# Coquette de Gould
Lophornis gouldii
Espèce
Répartition géographique
Statut de conservation UICN

 NT A3c : Quasi menacé
Statut CITES
La Coquette de Gould (Lophornis gouldii) est une espèce d'oiseau appartenant à la famille des Trochilidae. Le nom de cet oiseau commémore John Gould (1804-1881).

## Répartition
Cet oiseau vit au Brésil.